# Hiyayakko

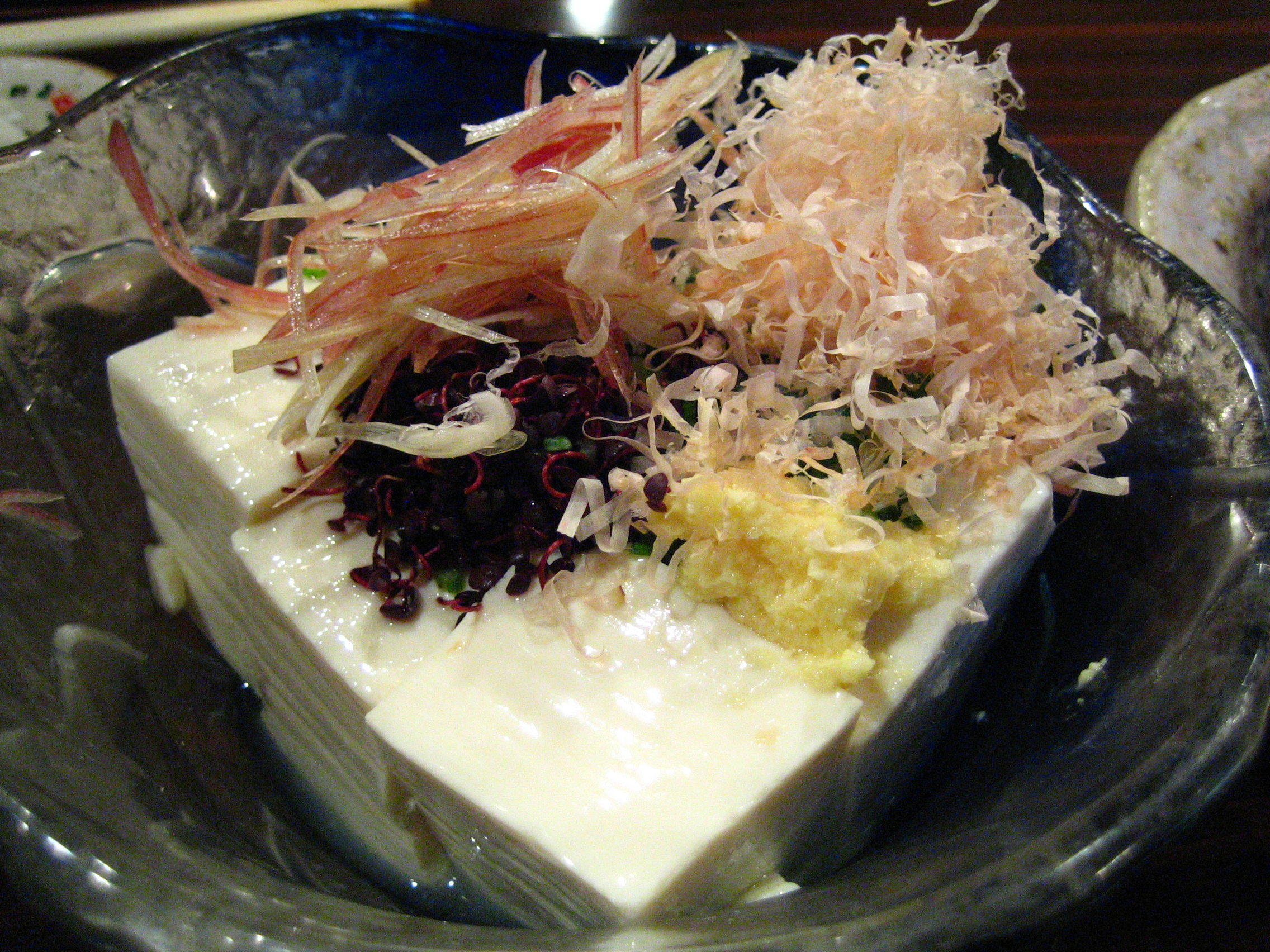
Hiyayakko cubierto con diversos ingredientes.

Hiyayakko (冷奴 tofu frío?) es uno de los platos de la cocina japonesa fundamentados en el tofu más populares durante la estación de verano. Suele servirse en bloques al que se le ponen diversos toppings.  

## Características
Existen dos tipos de tofu empleados en la elaboración del hiyayakko: el más común es el kinugoshi (tofú sedoso), y el menos común es el momen (algodón). El Hiyayakko puede servirse con otras comidas, como acompañamiento y con una cerveza. Suele estar elaborado de tofu fresco. En invierno boiled tofu (湯豆腐 yudofu?) se sirve más frecuentemente que el hiyayakko.
- Datos: Q4346753
- Multimedia: Hiyayakko / Q4346753